# STS-120
STS-120 (englisch Space Transportation System) ist die Missionsbezeichnung für den 34. Flug des US-amerikanischen Space Shuttles Discovery (OV-103) der NASA. Es war die 120. Space-Shuttle-Mission. Der Start erfolgte am 23. Oktober 2007.

## Mannschaft
- Pamela Melroy (3. Raumflug), Kommandantin
- George Zamka (1. Raumflug), Pilot
- Scott Parazynski (5. Raumflug), Missionsspezialist
- Stephanie Wilson (2. Raumflug), Missionsspezialistin
- Douglas Wheelock (1. Raumflug), Missionsspezialist
- Paolo Nespoli (1. Raumflug), Missionsspezialist ( ESA/ Italien)

### ISS-Crew Hinflug
ISS-Expedition 16
- Daniel Tani (2. Raumflug), Bordingenieur

### ISS-Crew Rückflug
ISS-Expedition 15/ISS-Expedition 16
- Clayton Anderson (1. Raumflug), Bordingenieur

## Missionsüberblick

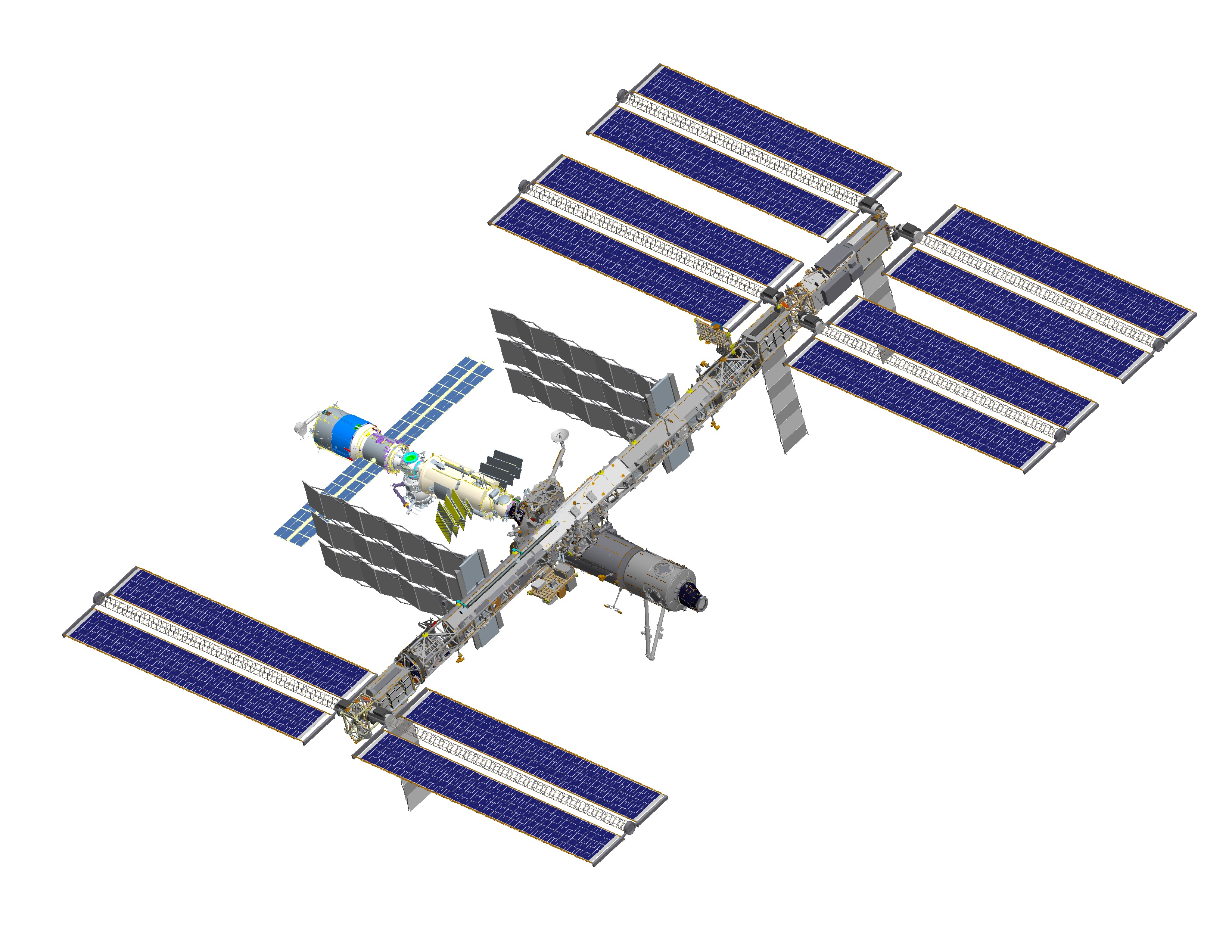
Konfiguration der ISS nach der Mission STS-120

Hauptnutzlast von STS-120 war der Verbindungsknoten Harmony, der zur Internationalen Raumstation gebracht wurde. Während des ersten Außenbordeinsatzes wurde Harmony provisorisch am Unity-Modul befestigt. Nach dem Flug wurde das Modul von der Raumstationsmannschaft an seinen endgültigen Platz am Destiny-Labor verschoben. Dies war erforderlich, weil die Raumfähre während der Mission selbst am Destiny-Modul angedockt war. Außerdem wurde das Solarmodul P6 an seine Position am Backbordende der Gitterstruktur versetzt.
Die Mission war eine der kompliziertesten und zählt mit 15 Tagen zu den bislang längsten der Shuttle-Geschichte. Von den ursprünglich fünf Außeneinsätzen war einer gestrichen worden, weil ein Sonnenflügel an der ISS eingerissen war und genäht werden musste. Der Ausstieg, bei dem Scott Parazynski den Riss reparierte, war riskant, konnte aber erfolgreich durchgeführt werden.

## Vorbereitungen
Nach dem Ende der letzten Mission der Discovery (STS-116) am 22. Dezember 2006 wurde die Raumfähre in die Orbiter Processing Facility gefahren. Dort erfolgte die routinemäßige Nachkontrolle sowie die Ausbesserung der Schäden, die während des Fluges entstanden waren. Danach wurden an der Discovery einige Änderungen vorgenommen, die zuvor die Schwesterfähre Endeavour erhalten hatte: das neue SSPTS-Energieübertragungssystem (Station-to-Shuttle Power Transfer System) wurde installiert. Mit diesem bezieht der Orbiter während der Kopplung Strom von der Raumstation und kann so seine Aufenthaltsdauer verlängern. Außerdem wurde das veraltete TACAN-Navigationssystem durch GPS ersetzt.
Am 2. Mai verunglückte der Güterzug, der die Boostersegmente für diese und die nächste Mission am Kennedy Space Center (KSC) anliefern sollte, beim Einsturz einer niedrigen Brücke. Dabei wurden sechs Menschen verletzt, einer davon schwer. Der Zug befand sich auf dem Weg vom Hersteller ATK in Utah zum KSC in Florida, als er im Bundesstaat Alabama entgleiste.

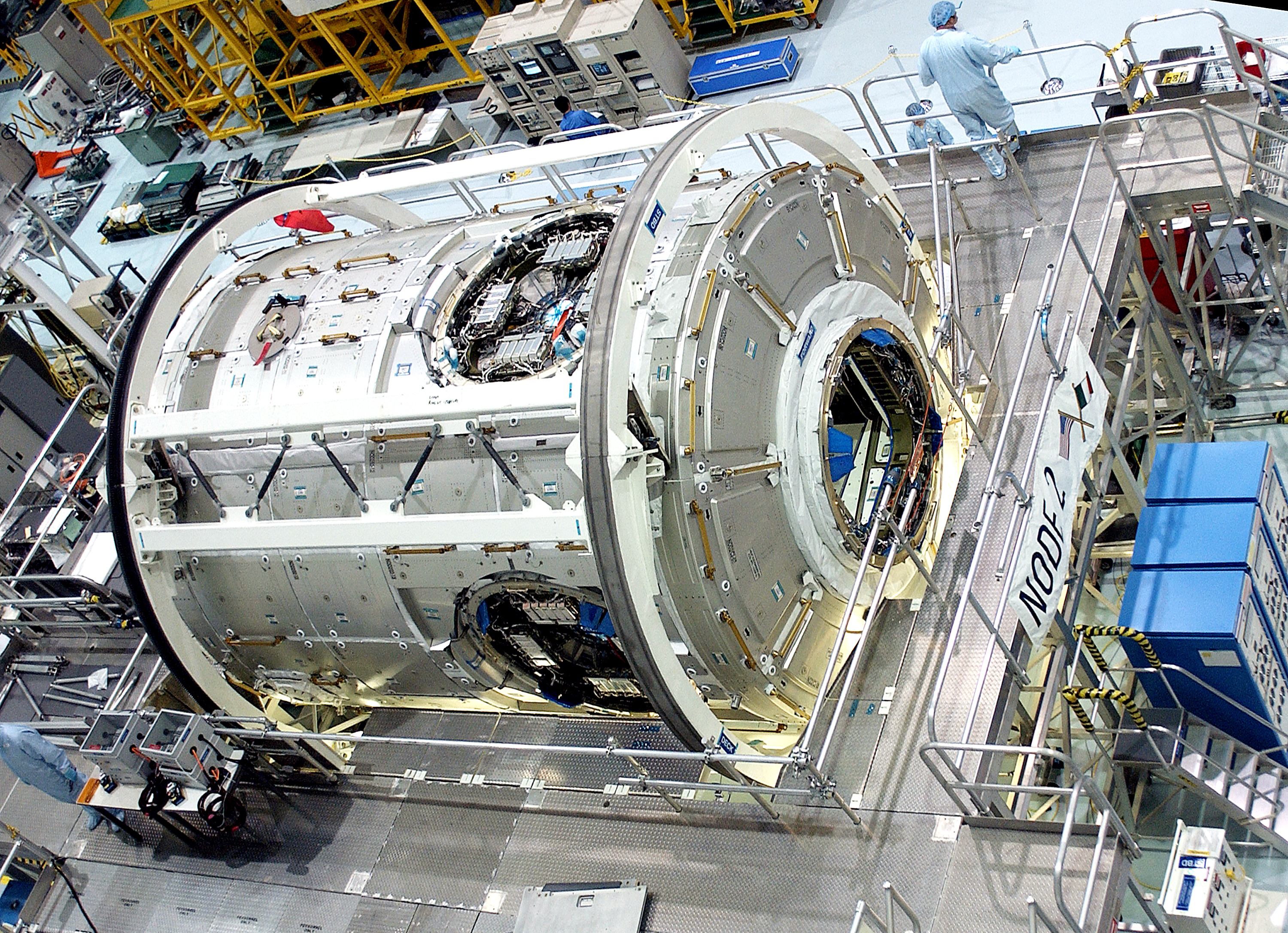
Harmony bei der Montage

Am 18. Juli begann im Vehicle Assembly Building (VAB) der Aufbau der beiden Booster, die aus jeweils vier Segmenten bestehen. Der Zusammenbau war nach vier Wochen abgeschlossen.
Der Außentank dieser Mission wurde am 24. Juli auf eine Barkasse verladen und von der Michoud Assembly Facility von Louisiana nach Florida transportiert. Nach fünf Tagen erreichte der Tank das KSC und wurde am 30. Juli in das VAB gebracht.
Nachdem sich beim vorherigen Flug des Orbiters Endeavour (STS-118) Anfang August 2007 Schaumstoffteile vom Außentank gelöst hatten, wurde die für den 20. August geplante Montage des Tanks zwischen die beiden Booster verschoben. Stattdessen wurden die Bereiche der Treibstoffleitung, an denen die Isolierung abplatzte, geröntgt. Dabei wurden feine Risse entdeckt. Am 24. August teilte Wayne Hale, der Leiter des Shuttle-Programms, mit, dass man die Isolierschaumabdeckungen, die die Schellen der außen liegenden Treibstoffleitung für den Flüssigsauerstoff bedecken, modifizieren werde. Nach anderthalb Wochen waren diese Arbeiten abgeschlossen, sodass der Tank am 5. September mit den Feststoffraketen verbunden werden konnte.

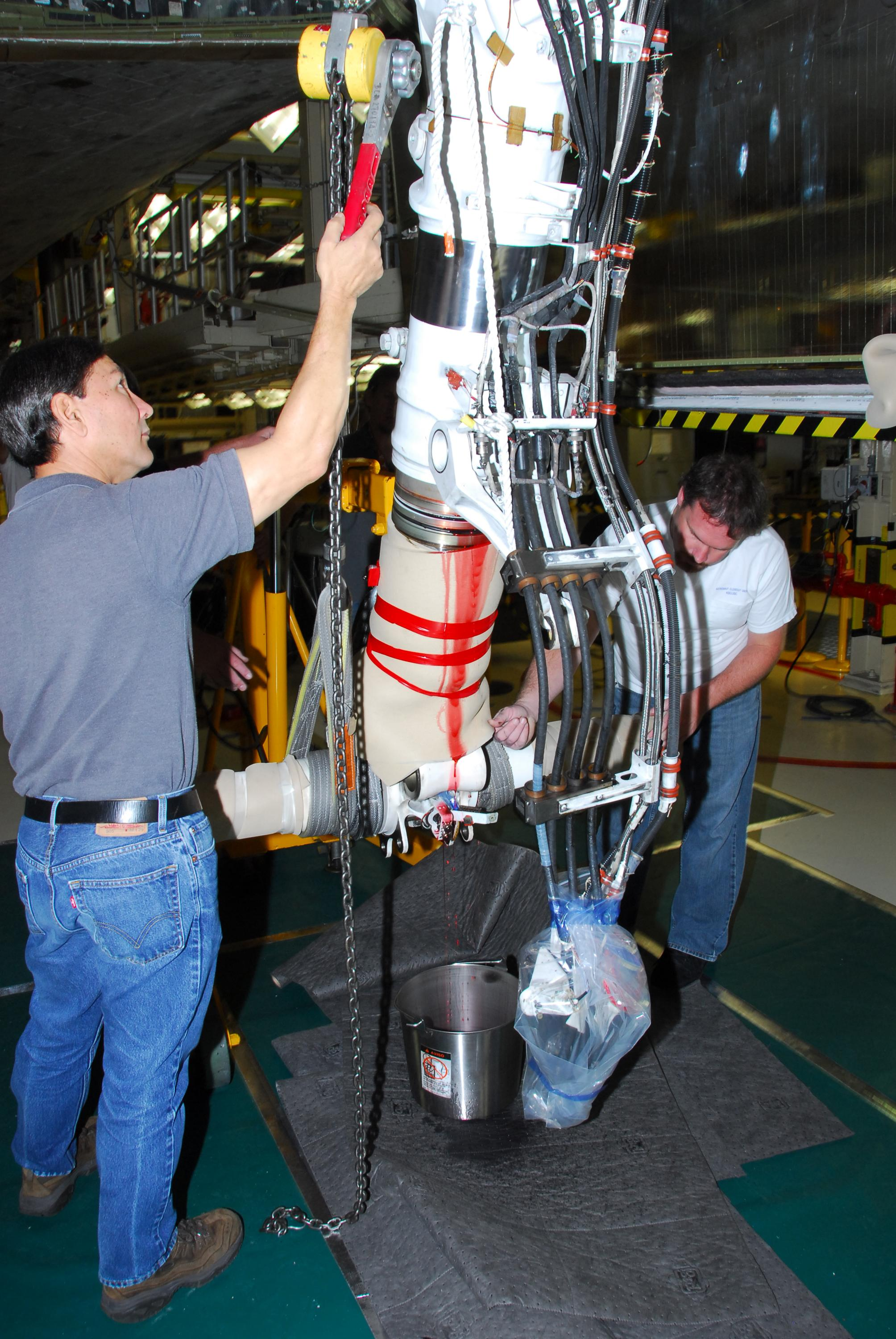
Discoverys Fahrwerk wird repariert

Am 17. September entschied die NASA, die Überführung der Discovery von der Wartungshalle in das VAB zu verschieben, weil wenige Tage zuvor ein Leck an einem der Fahrgestelle entdeckt worden war. Das rechte Hauptfahrwerk des Orbiters verlor Hydraulikflüssigkeit und die entsprechenden Teile mussten ausgetauscht werden. Zwei Tage nach Bekanntgabe wurden die Reparaturen in der OPF durchgeführt. Der Stoßdämpfer erhielt vier neue Dichtungen, nachdem dazu der Großteil des Fahrwerks ausgebaut werden musste.
Durch die Zusatzarbeiten verzögerte sich die Überführung des Orbiters in die Montagehalle um vier Tage – die Discovery konnte erst am 23. September zum VAB gefahren werden. Dort erfolgte zwei Tage danach der Zusammenbau der Raumfähre mit dem Außentank und den zwei Feststoffraketen.

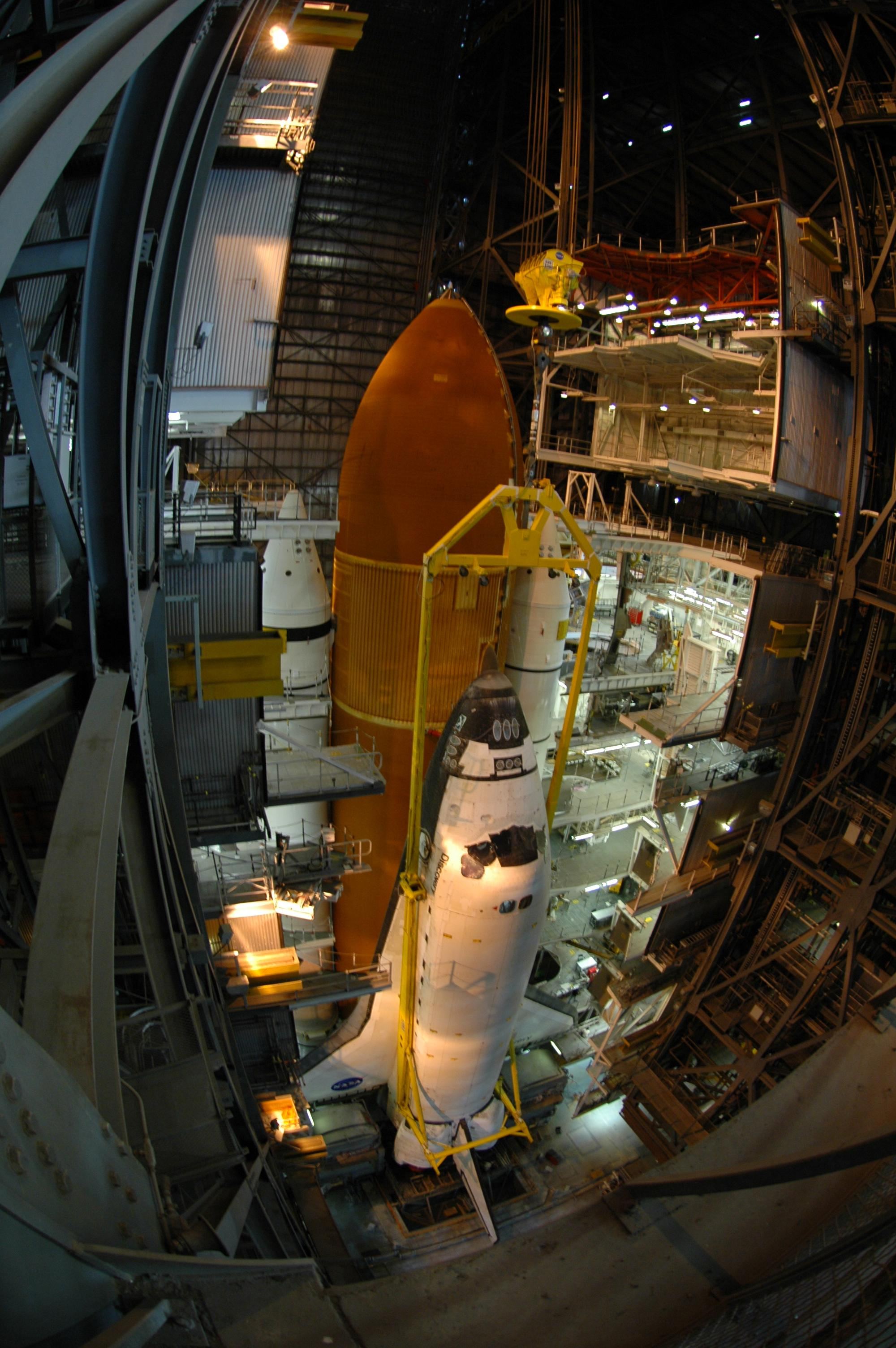
Die Discovery wird mit dem Außentank und den Boostern verbunden

Die Discovery traf am 30. September an der Startrampe ein. Der fünfeinhalb Kilometer lange Transport hatte wegen schlechten Wetters um zehn Stunden verschoben werden müssen. Wenig später verluden Techniker Harmony in den Frachtraum der Raumfähre.
Zu Beginn einer zweitägigen Konferenz in Vorbereitung auf die Flugbereitschaftsabnahme – zeitgleich absolvierte die Mannschaft am KSC die Countdown-Generalprobe – wurde am 9. Oktober bekannt, dass es Sicherheitsbedenken über die Flugtauglichkeit von drei RCC-Paneelen (Reinforced Carbon Carbon) an den Flügelvorderkanten gebe. Bei diesen habe sich die obere Schutzschicht teilweise abgelöst, was zu einem Durchbrennen während des Wiedereintritts hätte führen können und einen ähnlichen Unfall wie bei STS-107 verursacht hätte.
Während des Flight Readiness Reviews, der Flugbereitschaftsabnahme, wurde am 16. Oktober das vorläufige Startdatum – der 23. Oktober – bestätigt. Shuttle-Programmleiter Wayne Hale erklärte anschließend, dass es nicht erforderlich sei, die drei fraglichen RCC-Paneele (eine am linken, zwei am rechten Flügel) auszuwechseln. Im schlimmsten Fall könne sich während des Wiedereintritts nur die Beschichtung lösen.

## Missionsverlauf

### Start

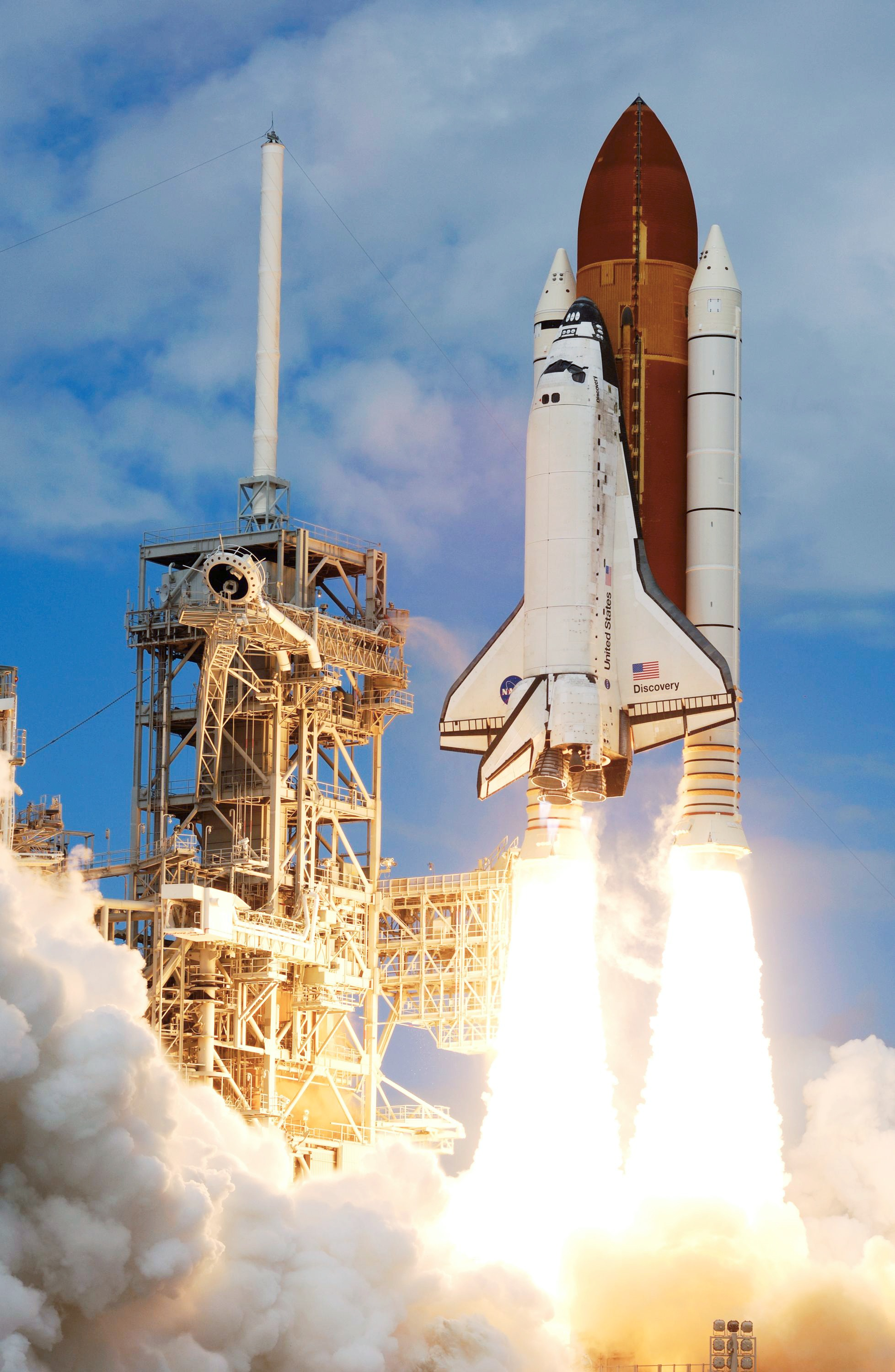
Start der Discovery

Einen Tag nachdem die Besatzung aus Houston in Florida am 19. Oktober eintraf, begann der Countdown für die Mission. Die Wettervorhersage für den Starttag ging zunächst von einer Wahrscheinlichkeit von 60 Prozent für gutes Wetter aus. Eine zu erwartende niedrige Wolkendecke und vereinzelte Regengebiete ließen die Vorhersage für einen Start am 23. Oktober auf 40 Prozent sinken.
Auf Vorschlag von Startdirektor Mike Leinbach war im Vorfeld der Countdown dieser Mission etwas geändert worden. Um einer Eisbildung am Außentank entgegenzuwirken, sollte die Zeit, die der mit kryogenen Treibstoffen gefüllte Tank auf der Rampe steht, verkürzt werden. Dazu wurde im Countdown die Haltezeit bei T-3-Stunden, die direkt nach der Betankung begann, von drei auf zweieinhalb Stunden reduziert. Außerdem wurde mit dem Tankvorgang eine halbe Stunde später begonnen. Dadurch wurde eine Stunde eingespart.
Am 23. Oktober hatte während des Betankens des Außentanks der Himmel über dem KSC aufgeklart und die Wahrscheinlichkeit für einen Start war auf 80 Prozent gestiegen. Auch die Notlandeplätze Moron und Istrès meldeten gutes Wetter.
Nachdem die Besatzung in die Discovery eingestiegen war, wurde eine Eisbildung am Außentank festgestellt, die unter Umständen einen Abbruch des Starts nötig gemacht hätte. Allerdings entschied sich die NASA zu starten, da sich das Eis zurückgebildet hatte. Die Discovery hob beim ersten Startversuch am 23. Oktober 2007 um 15:38:19 UTC ab.

### Inspektion und Kopplung

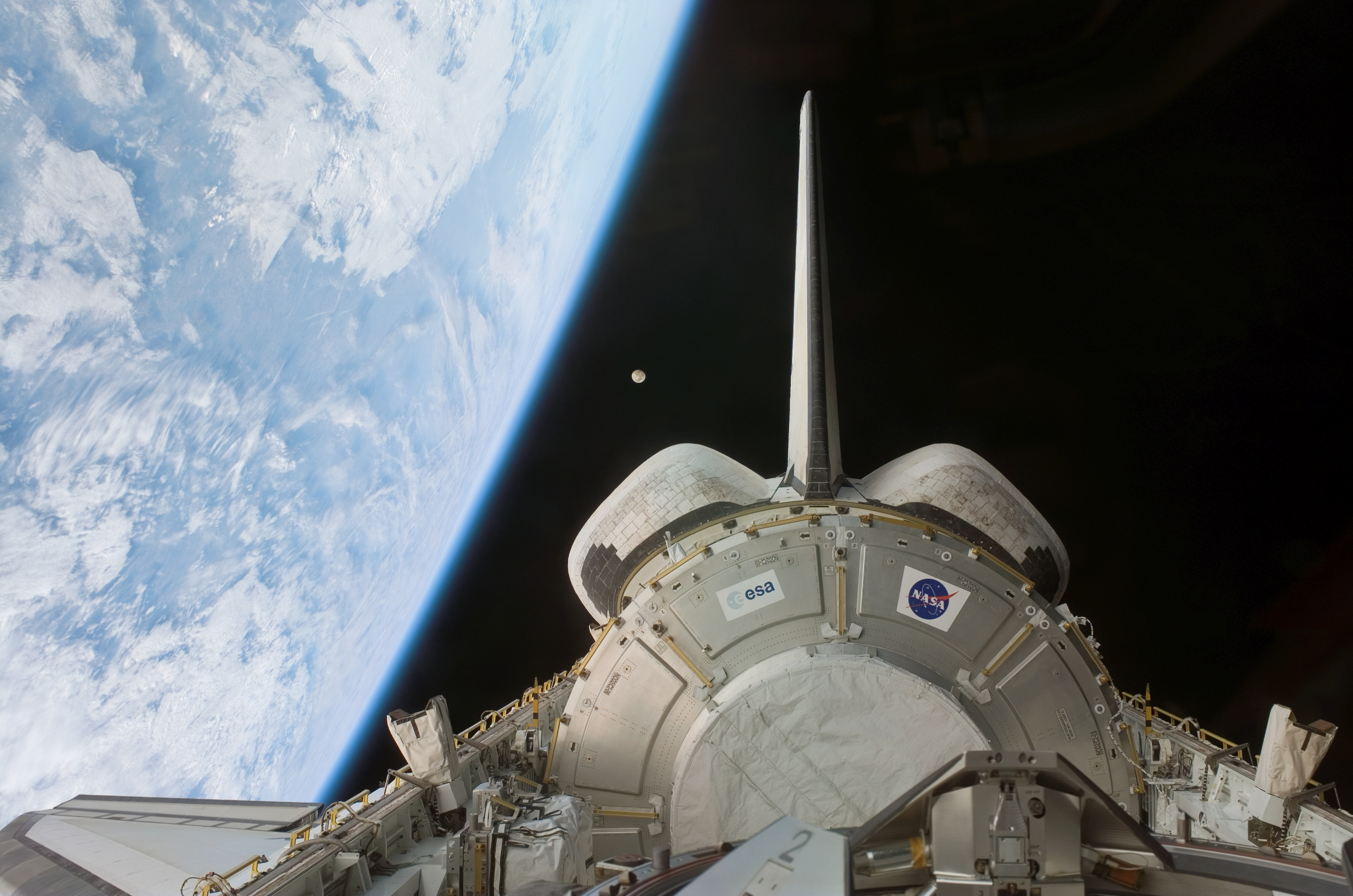
Harmony in der Ladebucht

Wie seit STS-114 üblich wurden am zweiten Flugtag (24. Oktober) die besonders empfindlichen Teile des Hitzeschilds mit dem OBSS-Inspektionsarm (Orbiter Boom Sensor System) auf Schäden überprüft. Nacheinander wurden die Tragflächen und die Orbiternase abgetastet. Erste Auswertungen ergaben keine Beschädigungen.

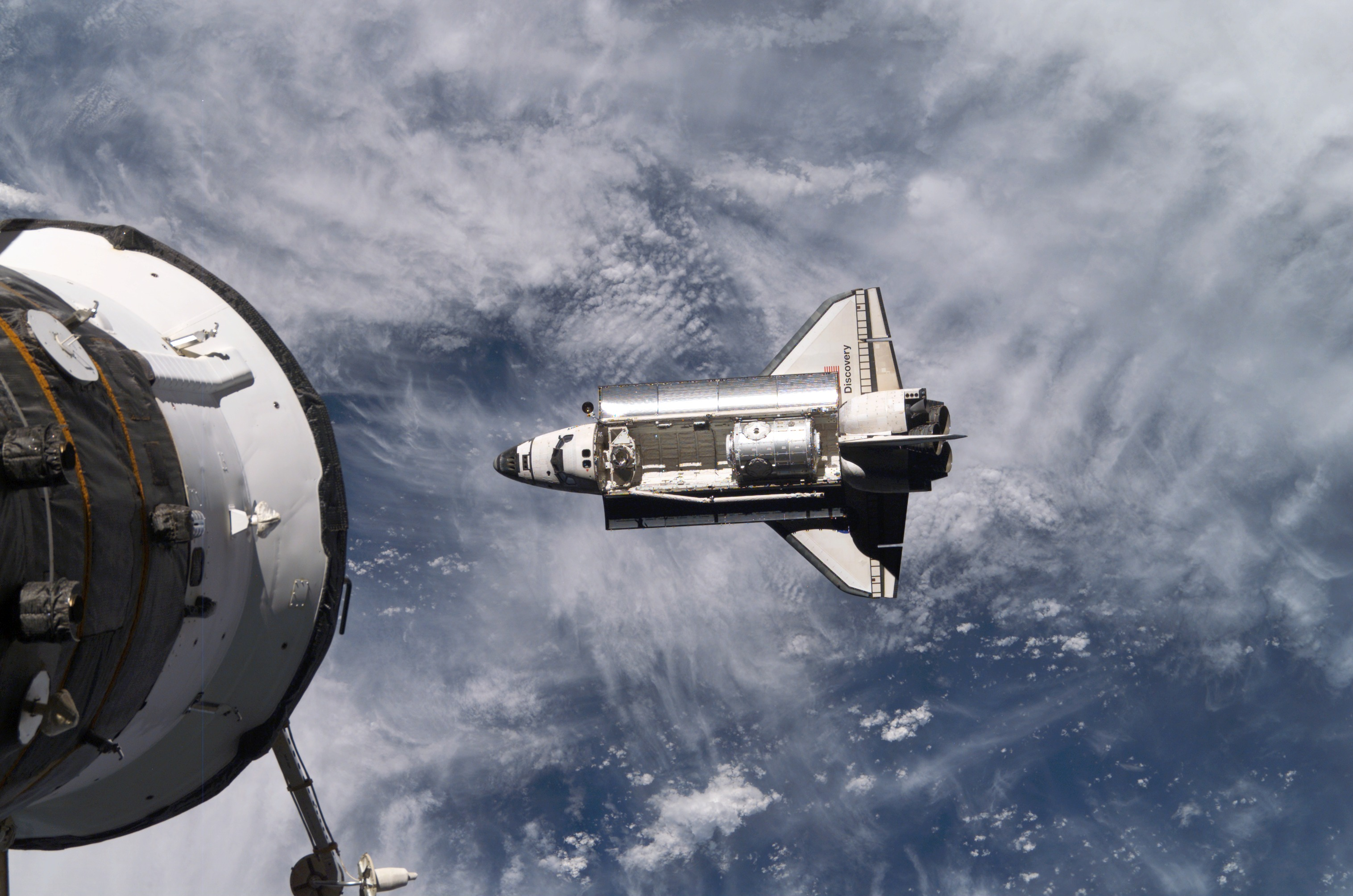
Die Discovery nähert sich der ISS

Am 25. Oktober, dem dritten Missionstag, erfolgte um 12:40 UTC die Kopplung mit der Internationalen Raumstation. Eine Stunde vorher führte die Discovery die obligatorische 360°-Drehung über die Nickachse durch. Dies ermöglichte der ISS-Besatzung rund 300 hochauflösende Fotos vom Hitzeschild anzufertigen. Als um 14:39 UTC die Schotts geöffnet wurden, begrüßten sich mit ISS-Kommandantin Peggy Whitson und Shuttle-Kommandantin Pamela Melroy erstmals zwei Frauen, die zur gleichen Zeit eine Raumfahrtmission leiteten. Noch am selben Tag löste Missionsspezialist Daniel Tani ISS-Bordingenieur Clayton Anderson ab, indem die Sojus-Sitze ausgetauscht wurden. Auch wurde das neue SSPTS-Energieübertragungssystem aktiviert, mit dem die Discovery Strom von der ISS bezog.

### Arbeiten auf der ISS
Am vierten Flugtag (26. Oktober) begann um 10:02 UTC der erste Weltraumausstieg dieser Mission. Dabei bauten Parazynski und Wheelock zunächst eine S-Band-Antenne ab, die in der Ladebucht der Discovery verstaut und zur Erde gebracht wurde. Anschließend brachten sie am Harmony-Modul einen Ankerpunkt für den ISS-Roboterarm an, damit dieser Harmony aus der Ladebucht heben konnte. Während Harmony um 15:38 UTC an seiner vorläufigen Position an Unity befestigt wurde, begaben sich die beiden Astronauten zur P6-Gitterstruktur, um einige Verbindungen zum Z1-Element zu trennen. Die EVA endete um 16:16 UTC.

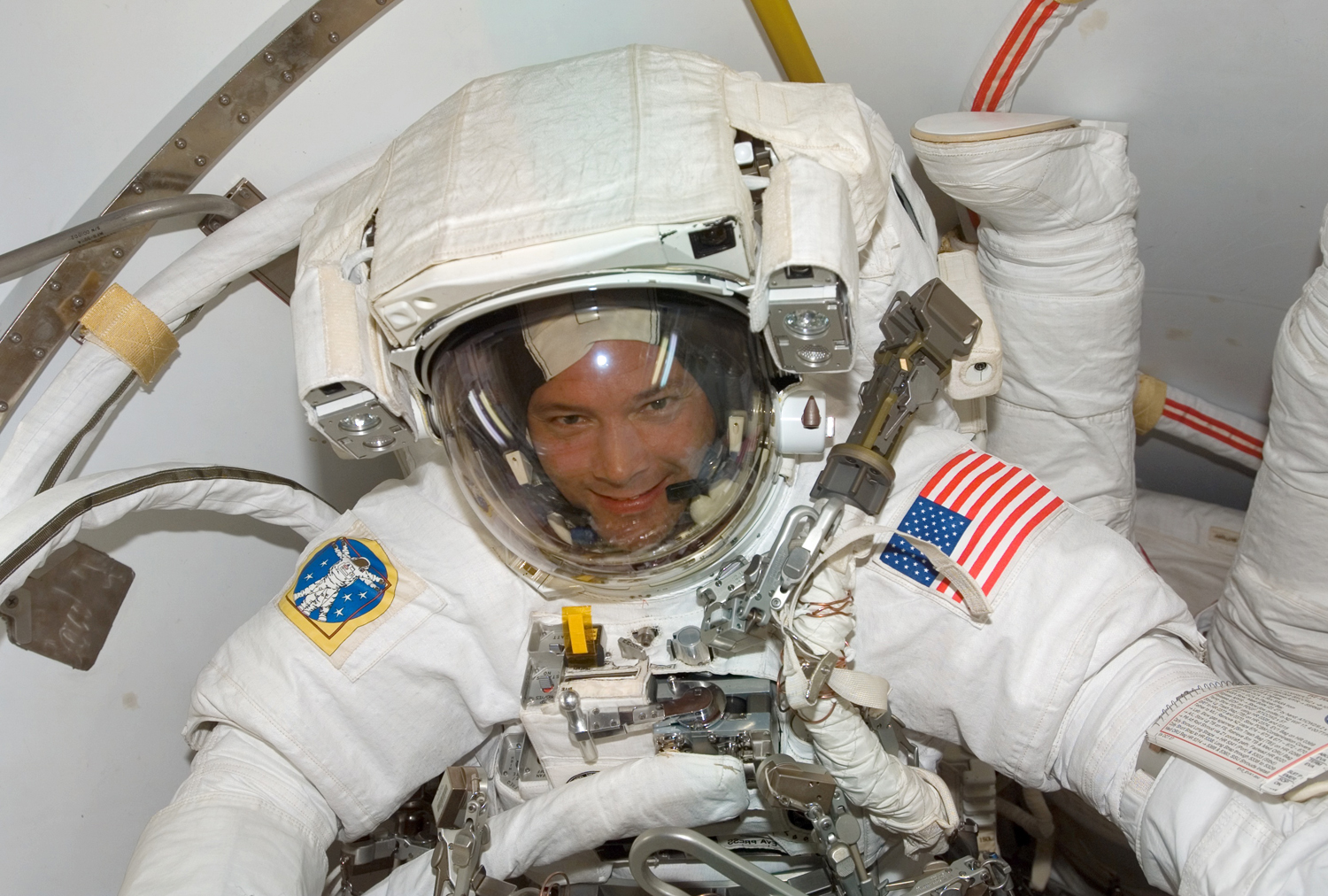
Wheelock in der Luftschleuse Quest

Am 27. Oktober, dem fünften Flugtag, wurde Harmony zum ersten Mal aktiviert. Außerdem wurde eine weitere Detailinspektion des Hitzeschildes von der Flugleitung verworfen. Die Auswertung der Fotos, die die ISS-Besatzung während der Annäherung der Discovery angefertigt hatte, ergab keine Hinweise auf Beschädigungen.
Der zweite Ausstieg von Parazynski und Tani begann am 28. Oktober um 9:32 UTC (sechster Flugtag). Zunächst wurde P6 vom Z1-Element gelöst. Anschließend trennte sich das Duo. Parazynski bereitete Harmony für weitere Arbeiten vor, während Tani sich zum S3/S4-Modul begab, um dort den Solar Alpha Rotary Joint (SARJ), die Ausrichtmechanik der Solarzellenträger, zu überprüfen. Bei dieser waren in den letzten Wochen starke Reibungen und Vibrationen festgestellt worden. Dabei entdeckte Tani Metallspäne, von denen er eine Probe zur Untersuchung am Boden mitnahm. Danach wurde P6 im freien Raum „geparkt“. Die EVA dauerte insgesamt 6 Stunden und 33 Minuten.
Am 29. Oktober, dem siebten Missionstag, wurde P6 wie bei einem Staffellauf von Arm zu Arm weitergereicht. Von der Parkposition wurde das Solarmodul zunächst vom ISS-Arm an den Roboterarm der Discovery übergeben, damit der Stationsarm zum äußeren Backbordende der Gitterstruktur fahren konnte. Dort wurde P6 wieder vom Canadarm2 übernommen und an seine endgültige Position gebracht. Außerdem wurden die S1-Radiatoren entfaltet.
Den gesamten Tag über wurde Harmony von der restlichen Besatzung ausgestattet. Außerdem entschied die Flugleitung, die Mission um einen Tag zu verlängern, um die Probleme am SARJ während der vierten EVA genauer zu begutachten.

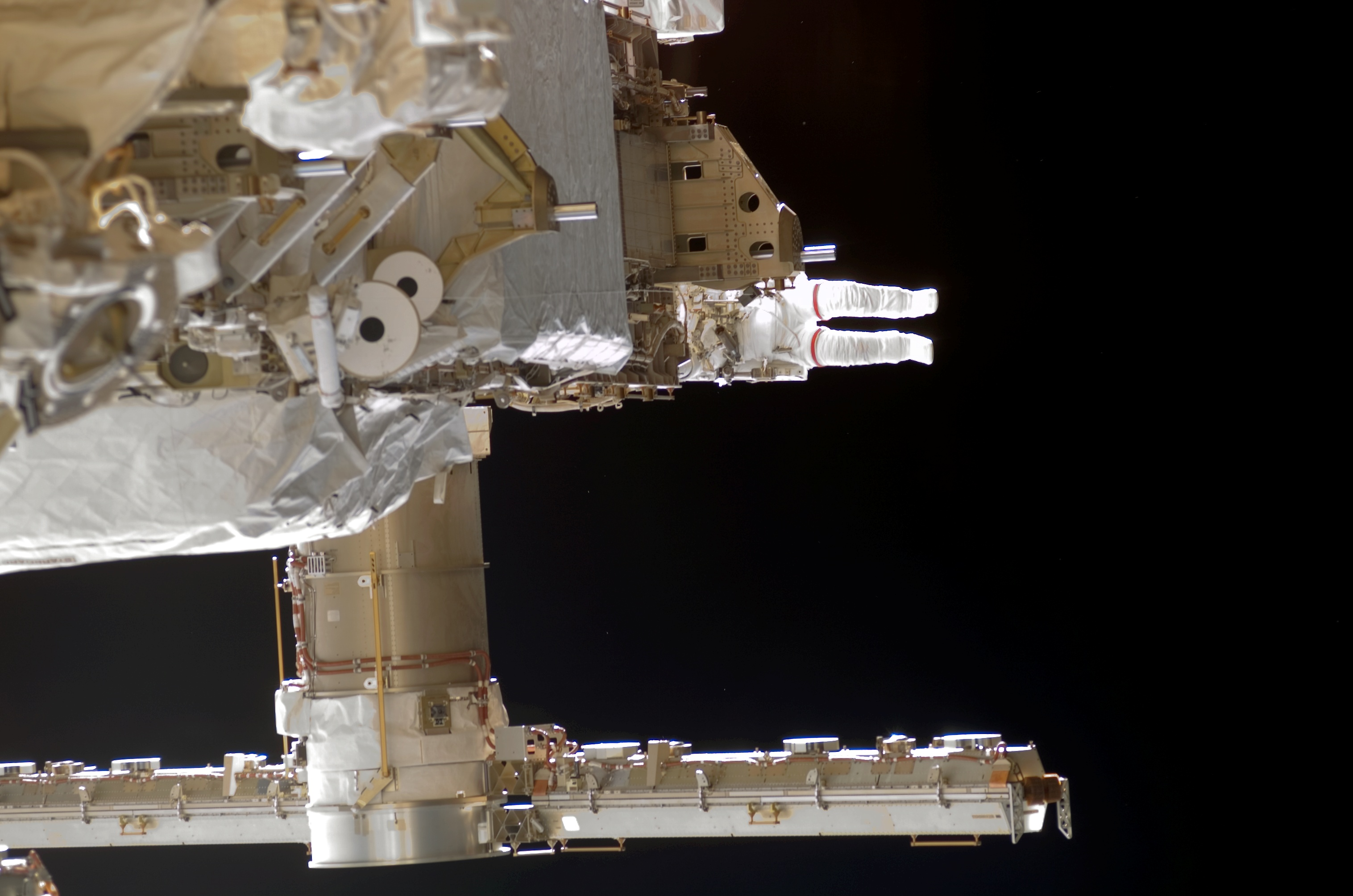
Parazynski installiert das P6-Solarmodul.

Während des dritten Außenbordeinsatzes der Mission, der am 30. Oktober um 8:45 UTC begann, installierten Parazynski und Wheelock P6 endgültig am Backbordende der ISS-Gitterstruktur. Gesteuert von Stephanie Wilson und Daniel Tani hatte der Roboterarm der Station P6 direkt an P5 heranmanövriert, damit Wheelock und Parazynski beide Elemente miteinander verbinden konnten. Danach untersuchte Parazynski das SARJ-Backborddrehgelenk. Die Ingenieure der NASA wollten so Vergleichswerte erhalten, um dem Problem des anderen SARJ auf die Spur zu kommen. Der Astronaut berichtete, dass es makellos aussehe und er keine Verunreinigungen entdecken könne. Die EVA endete nach sieben Stunden und acht Minuten.
Nach Beendigung des Ausstiegs stellte Missionsspezialist Wheelock ein kleines Loch in der oberen Schicht seines Handschuhs fest. Am rechten Daumen fand er einen zwei mal drei Millimeter großen Riss. Die Flugleitung wies Wheelock an, für den nächsten Außeneinsatz einen Ersatzhandschuh zu verwenden.
Nach dem Ausstieg wurden die Solarzellenflächen von P6 wieder ausgefahren. Während es mit dem 2B-Flügel keine Probleme gab, entdeckte die Besatzung am 4B-Flügel eine Beschädigung. Das Ausfahren wurde daraufhin bei einer Länge von 80 Prozent abgebrochen und diverse Fotos vom Flügel aus verschiedenen Winkeln angefertigt. Außerdem wurde mitgeteilt, dass der P6-Kollektor 95 Prozent seiner normalen Stromausbeute lieferte.

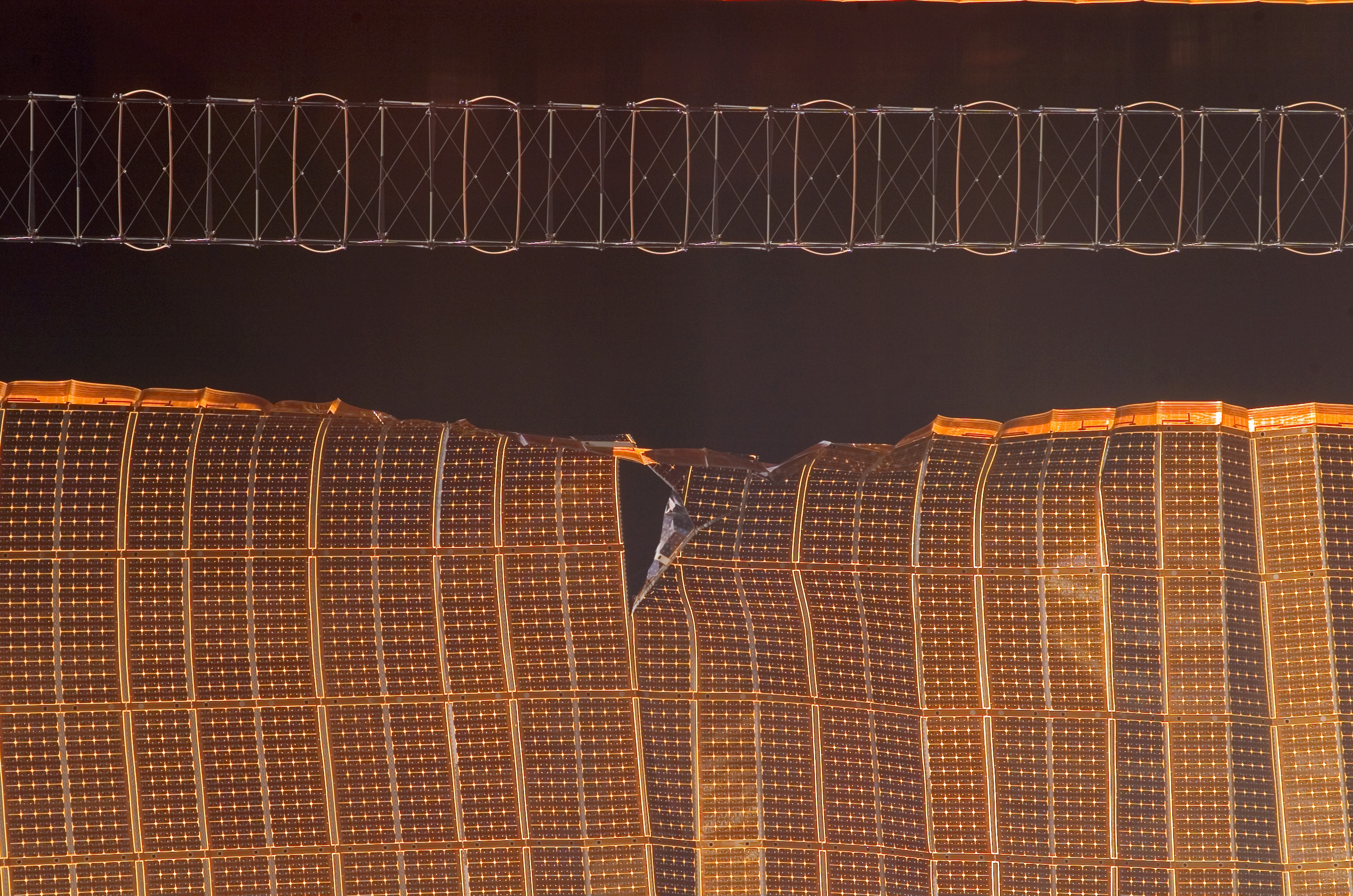
Das eingerissene Solarpaneel

Am 31. Oktober (neunter Flugtag) traf die Mannschaft Vorbereitungen für den vierten Ausstieg. Wheelock und Parazynski machten sich dabei mit den neuen Abläufen vertraut, weil die Aufgabenstellungen geändert wurden. Die Demonstration von Reparaturtechniken an Hitzeschutzkacheln wurden abgesagt. Stattdessen sollte am nächsten Tag ausschließlich das Problem mit dem SARJ-Steuerbordgelenks angegangen werden.
Zu Beginn des zehnten Missionstages (1. November) informierte die Flugleitung die Raumfahrer darüber, dass der Ausstieg auf den 3. November verschoben wurde. Dies gebe den Ingenieuren genug Zeit, um die Reparaturtechniken auszuarbeiten. Die genaue Auswertung der Aufnahmen, die die Besatzung von dem defekten 4B-Paneel angefertigt hatte, ergab zwei Risse, wobei der größere fast einen Meter lang war. Die Sorge der NASA war nicht eine Energieminderung, sondern der Verlust der Stabilität.
Unterbrochen von einem kurzen Gespräch mit dem ehemaligen US-Präsidenten George Bush, der zusammen mit seiner Frau das Johnson Space Center besuchte, präparierten die Astronauten am 1. und 2. November die erforderlichen Werkzeuge für den bevorstehenden Ausstieg. Aus 20 Meter Draht, Aluminiumstreifen und Schraubverbindungen wurden Stabilisatoren gefertigt, um den beschädigten Teil des Flügels zu entlasten und ein weiteres Einreißen zu verhindern.
Nach Auskunft von Michael Suffredini, dem Leiter des ISS-Programms, habe sich wahrscheinlich eines der drei Führungsseile in einer Öse verhakt und dadurch den Riss verursacht. Bei dem Ausstieg solle versucht werden, das Seil zu lösen und die Spannung aus der Struktur zu nehmen. Sollte der Reparaturversuch fehlschlagen, könne man am Folgetag einen weiteren unternehmen. Vorsorglich habe man entschieden, auf den ursprünglich geplanten fünften Außeneinsatz zu verzichten und diesen von der ISS-Crew nach der Trennung der Discovery durchführen zu lassen.

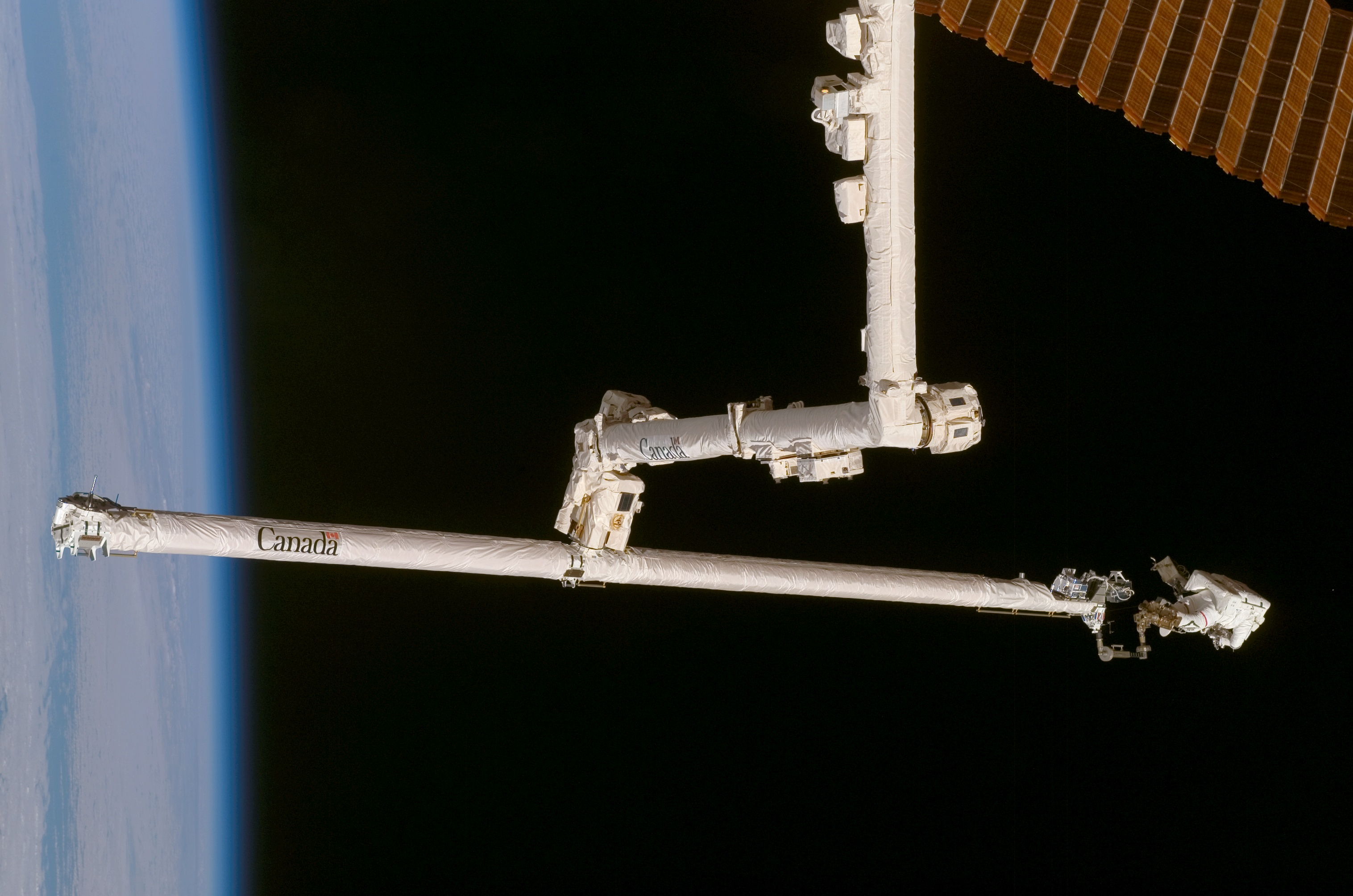
Parazynski repariert das defekte Paneel.

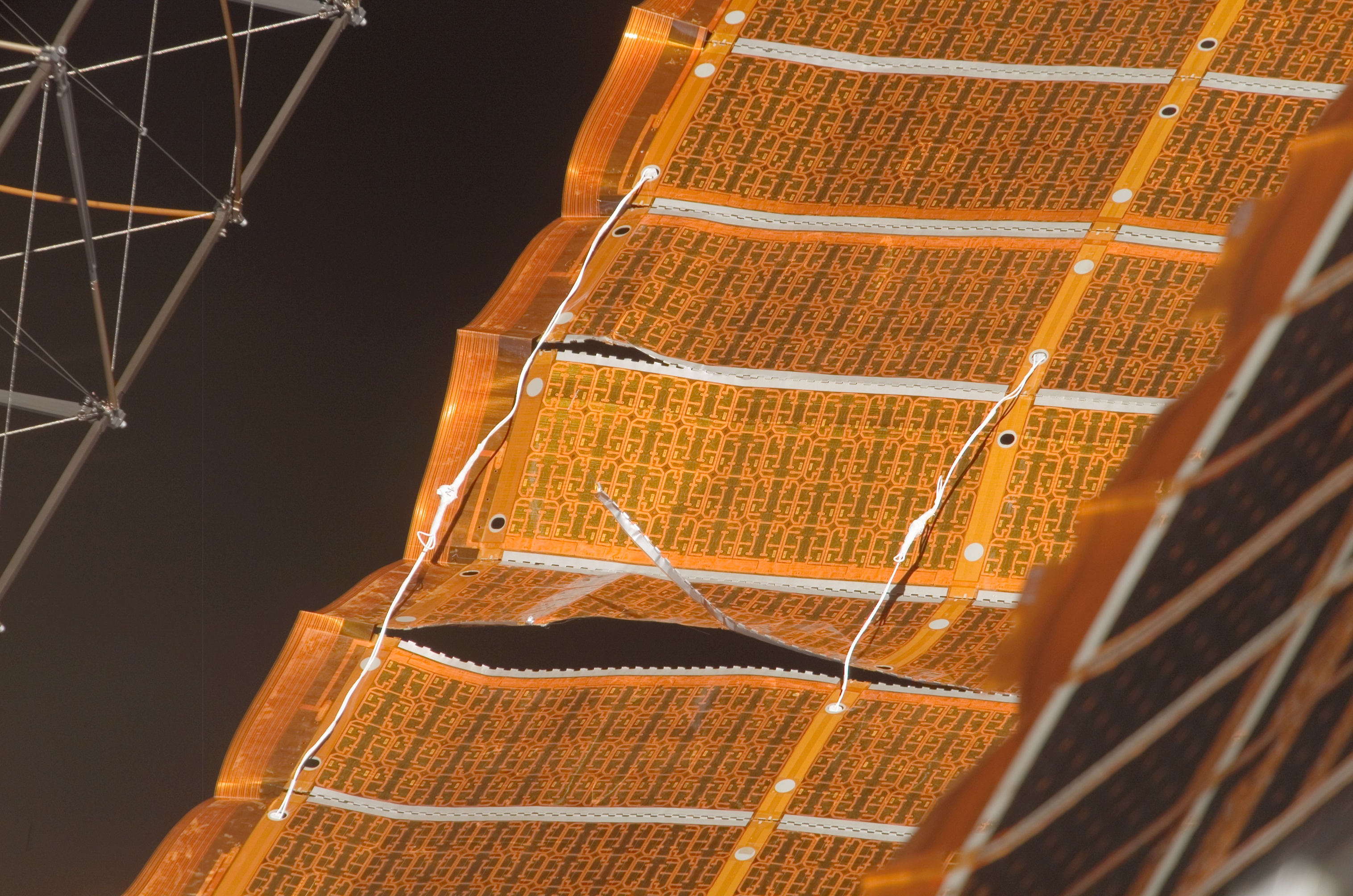
Das Paneel nach der Reparatur

Die Astronauten Parazynski und Wheelock verließen am 3. November (12. Flugtag) um 10:03 UTC die Luftschleuse Quest, um die Reparatur zu beginnen. Zuvor war der Roboterarm der ISS mit dem OBSS-Inspektionsarm verbunden worden, um die unzugängliche Stelle erreichen zu können. Parazynski befestigte sich mittels einer Fußraste am Ende des OBSS. Mit fünf selbstgefertigten Drahtschlingen klammerte er den Solarflügel, um die beiden Risse zu schließen und zu verhindern, dass diese sich vergrößern. Außerdem löste er die verhedderten Spanndrähte. Um zu vermeiden, dass Parazynski das unter Hochspannung stehende Paneel berührt, verwendete er mit Isolierband abgeklebte Werkzeuge – einen Abstandhalter, der einem Hockeyschläger ähnelte, und eine Zange. Wheelock assistierte von der Basis des P6-Trägers aus, indem er Stephanie Wilson, die den Roboterarm bediente, Anweisungen gab und darauf achtete, dass Parazynski genügend Abstand zum Flügel hielt. Nach der erfolgreichen Reparatur wurde das 4B-Paneel vollständig entfaltet und die zwei „Handwerker“ kehrten in die Luftschleuse zurück. Der Ausstieg endete nach 7 Stunden und 19 Minuten.
Am 4. November wurden die letzten Güter von der Raumfähre in die Station gebracht und die Besatzung von STS-120 verabschiedet. Um 20:03 UTC schlossen sich die Luken zwischen Discovery und ISS.

### Rückkehr

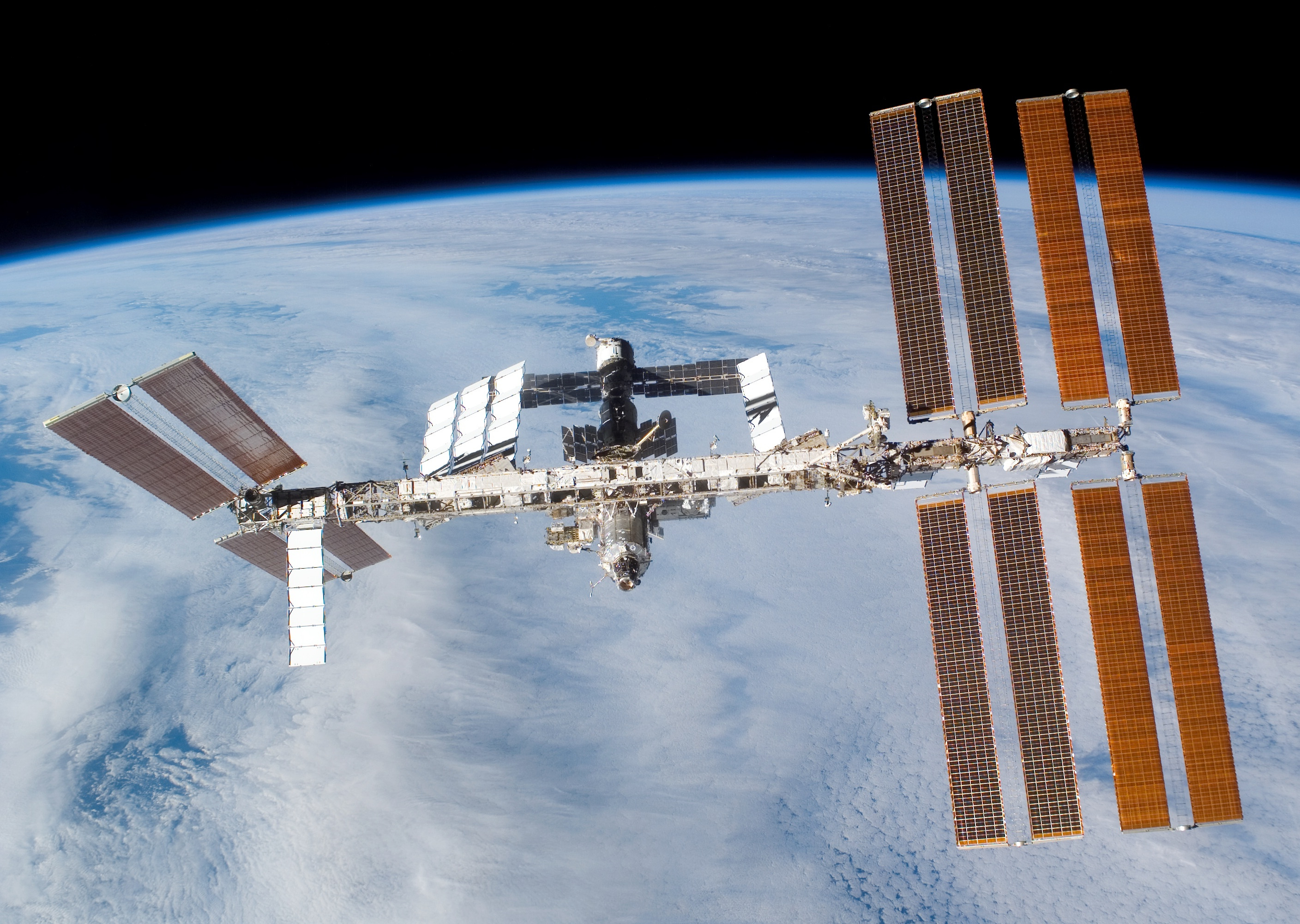
Die ISS nach dem Abdocken. Rechts außen ist das P6-Solarmodul zu erkennen.

Planmäßig legte am 5. November (14. Flugtag) um 10:32 UTC die Discovery nach 10 Tagen und 22 Stunden von der Raumstation ab. Nach einer anderthalbstündigen Umrundung entfernte sich der Orbiter von der ISS. Die restliche Zeit des Tages untersuchte die Mannschaft mit dem OBSS noch einmal den Hitzeschild des Orbiters auf Schäden.
Der 6. November diente dem Test der für die Landung benötigten Systeme und dem Verstauen von Ausrüstung. Um Anderson die Wiedereintrittsphase zu erleichtern, wurde im Mitteldeck ein spezieller Liegesitz für ihn aufgestellt. Außerdem trainierten Melroy und Zamka mit dem PILOT-Laptop (Pilot Inflight Landing Operations Trainer) die Landung.

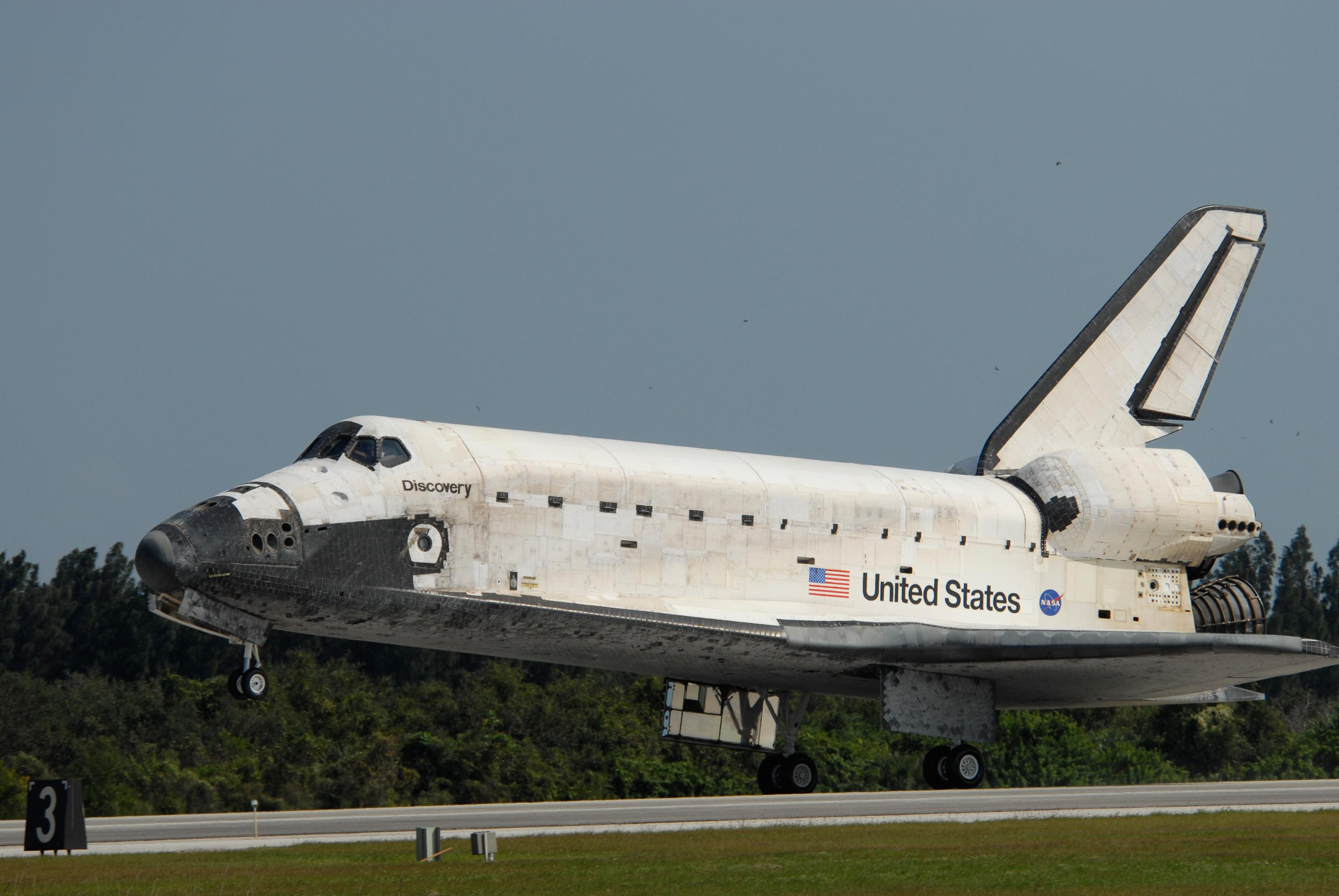
Die Discovery landet in Florida.

Nach dem Weckruf am 7. November (16. Flugtag) begann die Besatzung die Vorbereitungen für die Landung. Die erste Möglichkeit bestand für das KSC um 18:02 UTC. Bevor die Flugleitung der Mannschaft um 16:49 UTC grünes Licht gab, waren zweieinhalb Stunden zuvor die Frachtraumtore geschlossen und die Hauptcomputer programmiert worden. Um 16:59 UTC wurde mit der Bremszündung das Landemanöver eingeleitet. Eine Stunde später, um 18:01:18 UTC, setzte die Discovery sicher auf Bahn 33 der Shuttle Landing Facility auf.
Der Rückflug wich von den früheren Shuttle-Landungen ab: erstmals seit dem Columbia-Absturz 2003 erfolgte die Streckenführung über weite Teile der USA. Grund war der Wunsch von Kommandantin Melroy, bei Tageslicht landen zu dürfen. Ursprünglich hatte die Discovery bei Nacht zurückkehren sollen. Dabei wäre der Anflug über den Südpazifik, Mittelamerika und den Golf von Mexiko erfolgt. Durch die Flugverlängerung bestanden am 16. Missionstag nur zwei Landemöglichkeiten in Florida (18:02 UTC und 19:36 UTC), wobei jeder über den Nordpazifik, den Nordwesten der Vereinigten Staaten bis nach Florida führte.
Eine Stunde nach der Landung verließ die Besatzung die Discovery und unternahm die obligatorische Besichtigung der Fähre. Clay Anderson konnte aufgrund seiner Muskelschwäche nach rund fünf Monaten im All nicht daran teilnehmen. Auch Paolo Nespoli war beim „Walkaround“ nicht dabei, weil er noch medizinisch untersucht wurde.
Nach den Sicherungsarbeiten wurde die Discovery in die Orbiter Processing Facility geschleppt, wo sie auf ihre nächste Mission (STS-124) vorbereitet wurde.